# Drozdówka czarna
Drozdówka czarna (Cercotrichas podobe) – gatunek ptaka z rodziny muchołówkowatych (Muscicapidae). Nie jest zagrożony wyginięciem.

## Występowanie i biotop
Występuje w Afryce od zachodniej Mauretanii i Senegalu, aż po Erytreę i wybrzeże Somalii, oraz w południowo-zachodniej Azji – na Półwyspie Arabskim. W 1981 roku odnotowano pierwsze stwierdzenie na terenie Izraela (pierwsze lęgi w Ejlacie w 1994 roku i od tego czasu drozdówka czarna notowana jest tam regularnie). Zasiedla półpustynie, sawanny, gaje palm daktylowych i palm dum, krzewy tamaryszka bądź gatunków z rodzaju Salvadora, zarośla w wadi, cierniste żywopłoty wokół wybiegów dla zwierząt itp.

### Podgatunki
Wyróżnia się dwa podgatunki C. podobe, które zamieszkują:
- C. p. podobe (Statius Muller, 1776) – południowa Mauretania i północny Senegal do północno-wschodniego Sudanu, Etiopii, Erytrei i Somalii
- C. p. melanoptera (Hemprich & Ehrenberg, 1833) – zachodni, środkowy i południowy Półwysep Arabski

## Morfologia
Długość ciała około 20–23 cm (według innego źródła 18–20 cm). Masa ciała 24–27 g.
Upierzenie czarne. Długi ogon z wąskimi białymi końcami pokryw podogonowych. Nogi i dziób czarny. W locie widoczna ruda plama na skrzydle. Brak dymorfizmu płciowego. Młodociane ptaki brązowo-czarne.

## Ekologia i zachowanie
Przesiaduje zazwyczaj na ziemi lub w niskich krzewach, szybko rozkładając i potrząsając ogonem. Śpiewa z czubka krzewu (głos zbliżony do drozdówki rdzawej).
Gniazdo zbudowane jest z suchej trawy, włókien palmowych, gałązek i korzonków, wyłożone włosiem, wełną i drobną trawą. Umieszczone jest na niewielkiej palmie, krzewie, drzewie granatu bądź w szczelinie w pniu drzewa lub budynku. Samica znosi 2–4 jaja.

## Status
Międzynarodowa Unia Ochrony Przyrody (IUCN) uznaje drozdówkę czarną za gatunek najmniejszej troski (LC – Least Concern) nieprzerwanie od 1988 roku. Liczebność światowej populacji nie została oszacowana, ale ptak ten opisany jest jako dość pospolity w całym Sahelu, bardzo pospolity w środkowym Sudanie i pospolity w środkowym Jemenie. Ze względu na brak dowodów na spadki liczebności bądź istotne zagrożenia dla gatunku, BirdLife International uznaje trend liczebności populacji za stabilny.